# Briga Tři lilie
Briga Tři lilie (1955, Briggen Tre Liljor) je dobrodružný román pro mládež švédského spisovatele Olle Mattsona. Autor za ni obdržel roku 1956 Plaketu Nilse Holgerssona za nejlepší dětskou knihu roku.

## Obsah románu
Kniha se odehrává v letech 1890–1892, nejde však o žádný námořní příběh. Jejím hlavním hrdinou je jedenáctiletý chlapec Mikel Mikelson z vesnice Ljunga na západním pobřeží Švédska. Se svou babickou, starým psem Bobem a ovečkou Ulrikou žije ve staré hospodě, která je na spadnutí. Maminka mu umřela a otec odjel před osmi lety jako námořník na brize Tři lilie, takže ho Mikel zná pouze z fotografie. Na půdě hospody ještě bydlí starý tesař a námořník Grile se želvou Charlottou. Kus dál od hostince stojí loděnice Simona Hlupáka, který se živí vyřezáváním modelů lodí.
Mikel má jednu nohu nakřivo a kulhá, protože má na této noze srostlé dva prsty. Ostatní děti z vesnice se mu pro to posmívají a nazývají ho Zaječí prackou. Jedinou jeho kamarádkou je učitelova dcera Tua-Tua, kterou zachránil před utopením. Mikela však nejvíce trápí, že se domů nevrací jeho otec, o kterém věří, že je námořní kapitán. Doufá, že se jednoho dne vrátí, koupí mu bílého koně a zbaví ho i s babičku zlého statkáře Sintora, který chce zbourat jejich domek, který za babku koupil od obce, a chce také odstřelit tzv. mohylu Vikingů, pod níž očekává, že najde zlato. Skutečnost je však taková, že Mikelův otec byl prostý námořník a že briga Tři lilie před sedmi lety ztroskotala a o její posádce se od té doby nic neví, což ovšem nechce nikdo chlapci říct.
Jednoho dne na mělčině uvízne loď, kdosi neznámý se z ní chce dostat na břeh, a přitom mu do vody spadne nějaká věc. Pak se loď z mělčiny uvolní a odpluje na volné moře. Mikel a Tua-Tua pak náhodu najdou v Simonově loděnici lodní deník brigy Tři lilie, z něhož zjistí, že loď ztroskotala a že Mikelův otec nebyl kapitán. O několik dní později se ve vesnici objeví jakýsi Pat O’Brien, který byl zlatokopem na Klondiku a který tvrdí, že byl na brize Tři lilie s Mikelovým otcem, když ztroskotala v bouři u Darnerartského majáku v Německu. Oba se zachránili jen díky dřevěným deskám lodního deníku, který díky jim plaval po vodě. Byli spolu údajně i na Klondiku, kde prý Mikelův otec našel hroudu zlata.
Děti ukážou lodní deník Patovi a ten okamžitě otevře její tajnou schránku, ta je však prázdná. Podle Pata v ní měla být hrouda zlata, kterou našel Mikelův otec na Klondiku. Brzy se zjistí, že Pat je ve skutečnosti Mikelův otec a v deníku, že měl v červené krabičce uschovány dolary, které získal za zlato vyrýžované na Klondiku. Mikel si vzpomene, že ve staré požárem poničené kapli viděl na trámu Simonem vyřezanou loď s červenou svítilnou. Byla to ve skutečnosti červená krabička s penězi Mikelova otce.
Mezitím Sintor provede odstřel vikinské mohyly, která je ve skutečnosti orientační značkou pro lodě plující v zálivu, a nenajde pod ní pochopitelně nic. Mikelův tatínek však zjistí, že jde o bohaté ložisko žuly. Koupí od Sintora hospodu i kopec s mohylou a otevře tam kamenolom. Nakonec koupí i kulhavého bílého cirkusového koně, a tak splní i Mikelovo poslední přání.

## Filmové adaptace
- Briggen Tre Liljor (1961, Briga Tři lilie), švédský film, režie Hans Abramson.[2]

## Česká vydání
- Briga Tři lilie SNDK, Praha 1963, přeložil Josef Vohryzek.